# Sacoglottis cydonioides
Sacoglottis cydonioides är en tvåhjärtbladig växtart som beskrevs av José Cuatrecasas. Sacoglottis cydonioides ingår i släktet Sacoglottis och familjen Humiriaceae. Inga underarter finns listade i Catalogue of Life.